# Telesphore Placidus Toppo
Telesphore Placidus Toppo   (Chainpur block, 15 d'octubre de 1939 - Ranchi, 4 d'octubre de 2023) fou un cardenal indi de l'Església Catòlica, actual Arquebisbe de Ranchi.

## Biografia
Nascut el vuitè de deu fills, Toppo estudià al Col·legi Sant Xavier de Ranchi i teologia a la Pontifícia Universitat Urbaniana de Roma. Va ser ordenat prevere el 3 de maig de 1969 pel bisbe Franz von Streng.

### Bisbe
Després d'una breu estada a Torpa (Jharkhand), com a director de l'Escola Sant Josep i Director del Centre Vocacional Lievens, Toppo va ser ordenat bisbe per la diòcesi de Dumka el 7 d'octubre de 1978 per l'arquebisbe Pius Kerketta, S.J., i poc després enviat a Ranchi (capital de l'estat de Jharkhand), primer com a co-adjutor i després com a arquebisbe (1985).
Parla oraon, hindi, sandri, anglès i italià.

### Cardenal
Toppo va ser creat cardenal pel Papa Joan Pau II el 21 d'octubre de 2003, amb l'església titular de Sacro Cuore di Gesù agonizzante a Vitinia. Va participar en el conclave de 2005 que elegí a Joseph Ratzinger com a Papa Benet XVI i al de 2013 que elegí a Jorge Mario Bergoglio com a Papa Francesc.
Entre el 12 de gener de 2004 i el 19 de febrer de 2008 va presidir la Conferència Episcopal de l'Índia.

## Opinions

### Mariologia
L'11 de febrer de 2008, reclamà per la proclamació d'un nou dogma marià, Mediatrix de gràcies, Co-redemtrix d'humanitat, amb Jesús com a sol i únic mitjancer.

### Eucaristia i tasca missionera
Pronuncià un discurs sobre l'Eucaristia i la tasca missionera al Congrés Eucarístic del Quebec.

### Diàleg interreligiós
Toppo actualment seu al Comitè de Líders Religiosos Mundials per l'Institut Interfe Elijah.